# Tabassaranische Sprache
Tabassaranisch gehört zu den lesgischen Sprachen, einer Untergruppe der nordostkaukasischen (nachisch-dagestanischen) Sprachfamilie. Es wird von ca. 95.000 Menschen in der autonomen Republik Dagestan in Russland gesprochen.

## Schrift, sprachliche Situation

Tabassaranisch (Nr. 13) im Umfeld der Nordostkaukasischen Sprachfamilie

Zur Schriftsprache wurde das Tabassaranische erst 1932 – zunächst auf Grundlage des lateinischen Alphabets. 1938 erfolgte der Wechsel zum kyrillischen Alphabet. Basis war der größere der beiden tabassaranischen Dialekte, das eigentliche Tabassaranisch (mit Anreicherungen des zweiten Dialekts, dem Chanagischen). Chanagisch und Tabassaranisch sind stark voneinander abweichende Mundarten. Neben Tabassaranisch sprechen viele Tabassaranen noch Aserbaidschanisch und Russisch.
| А а   | Аь аь | Б б | В в   | Г г | Гъ гъ | Гь гь | Д д   |
| Е е   | Ё ё   | Ж ж | З з   | И и | Й й   | К к   | Къ къ |
| Кь кь | КӀ кӀ | Л л | М м   | Н н | О о   | П п   | ПӀ пӀ |
| Р р   | С с   | Т т | ТӀ тӀ | У у | Уь уь | Ф ф   | Х х   |
| Хъ хъ | Хь хь | Ц ц | ЦӀ цӀ | Ч ч | ЧӀ чӀ | Ш ш   | Щ щ   |
| ъ     | ы     | ь   | Э э   | Ю ю | Я я   | Ӏ     | '     |

Tabassaranisch hat etwa 48 Nominal-Kasus, allerdings sind weit über die Hälfte der Fälle lokativisch, bezeichnen also die Position oder eine Bewegungsrichtung (s. a. Beispiel der lakischen Sprache). Tabassaranisch hat deshalb Bedeutung für die Kasustheorie der Allgemeinen Linguistik, die ergründet, welche Fälle überhaupt theoretisch möglich sind.